# Crosthwaite and Lyth
Pour l’article homonyme, voir Crosthwaite.
Crosthwaite and Lyth est une paroisse civile de Cumbria, située dans le nord-ouest de l'Angleterre.